# سیارک ۱۷۹۲۱
سیارک ۱۷۹۲۱ (به انگلیسی: 17921 Aldeobaldia، نامگذاری:1999GC13) هفده هزار و نهصد و بیست و یکمین سیارک کشف شده‌است که در ۱۵ آوریل ۱۹۹۹ کشف شد.
قدر مطلق سیارک برابر ۱۳.۵ است.